# Sømandshjemmet i Nuuk
Sømandshjemmet er et trestjernet hotel i Nuuk, Grønland, som ligger i en karakteristisk rød bygning. Det har 41 værelser, 37 af dem har badeværelse. Hotellet har fire store værelser til handicappede.